# Hinduisme a Letònia
L'hinduisme a Letònia és una religió de minories al país, es va estendre principalment per l'Associació Internacional per a la Consciència de Krixna (ISKCON) i amb Brahma Kumaris.
ISKCON es va iniciar a Letònia en els primers anys vuitanta; a l'abril de 2006, es trobaven onze congregacions d'Hare Krishna ISKCON registrades a Letònia. El 2005, Hare Krishna va donar al Ministeri de Justícia la xifra de 127 afiliats. Aquesta associació manté un temple a Riga i organitza un festival anual de Ratha Yatra.
Brahma Kumaris té tres centres a Letònia: Riga, Daugavpils, i Rēzekne.